# Zach Makovsky
Zachary Paul "Zach" Makovsky (ur. 19 kwietnia 1983 w Bethlehem) – amerykański grappler i zawodnik mieszanych sztuk walki (MMA), dwukrotny mistrz świata w grapplingu z 2009 i 2010 oraz mistrz Bellator MMA w wadze koguciej z 2010.

## Kariera sportowa
W MMA zadebiutował 9 grudnia 2006. W 2008 dwukrotnie walczył na galach Elite Xtreme Combat, przegrywając 26 stycznia z Wilsonem Reisem i wygrywając z André Soaresem. Do kwietnia 2010 występował m.in. na galach DEEP i M-1 Global. W tym samym roku związał się z Bellator FC startując 2 września 2010 w turnieju wagi koguciej, który miał wyłonić inauguracyjnego mistrza w tejże kategorii. Makovsky doszedł do finału gdzie 14 października 2010 podczas gali Bellator 32 pokonał Eda Westa jednogłośnie na punkty, zdobywając równocześnie mistrzostwo Bellator FC w wadze koguciej.
W 2011 roku dwukrotnie wygrywał z Chadem Robichaux i Ryanem Robertsem, pokonując ich przed czasem jednak oba starcia nie miały statusu mistrzowskiego. 13 kwietnia 2012 w pierwszej obronie pasa przegrał z Eduardo Dantasem przez poddanie w drugiej rundzie, tracąc tym samym pas Bellator FC. 7 grudnia 2012 przegrał drugą walkę z rzędu w starciu z Anthonym Leone po której został zwolniony z organizacji Bellator.
W 2013 zanotował dwie wygrane, w tym 22 listopada nad Mattem Manzanaresem po której został mistrzem Resurrection Fighting Alliance w wadze muszej. Pod koniec roku związał się z Ultimate Fighting Championship, natomiast zadebiutował w niej 14 grudnia tego samego roku pokonując na punkty Scotta Jorgensena. W UFC występował do 2016 uzyskując w sumie bilans 3 zwycięstw (m.in. nad Timem Elliottem) i 4 przegranych (m.in. z Jussierem da Silvą czy Josephem Benavidezem).
W lutym 2017 Makovsky związał się z rosyjską organizacją Absolute Championship Berkut. 13 maja 2017 na gali ACB 60 pokonał przez poddanie Josiela Silvę. 14 października 2017 przegrał z Jonim Szerbatowem na punkty.

## Osiągnięcia
Mieszane sztuki walki:
- 2009: mistrz Extreme Challenge w wadze koguciej
- 2010: Bellator Season Three Bantamweight Tournament – 1. miejsce w turnieju wagi koguciej
- 2010–2012: mistrz Bellator FC w wadze koguciej
- 2013: mistrz RFA w wadze muszej

Grappling:
- 2009: Mistrzostwa Świata FILA w Grapplingu – 1. miejsce w kat. -60 kg, no gi (Fort Lauderdale)[5]
- 2010: Mistrzostwa Świata FILA w Grapplingu – 1. miejsce w kat. -60 kg, gi (Kraków)[6]
- 2010: Mistrzostwa Świata FILA w Grapplingu – 3. miejsce w kat. -60 kg, no gi (Kraków)[6]